# Azimuth Airlines
АЗИМУТ
Azimuth Airlines (en russe : АО «АЗИМУТ») est une compagnie aérienne russe basée à l'aéroport international de Platov à Rostov-sur-le-Don, la capitale de l'oblast de Rostov .

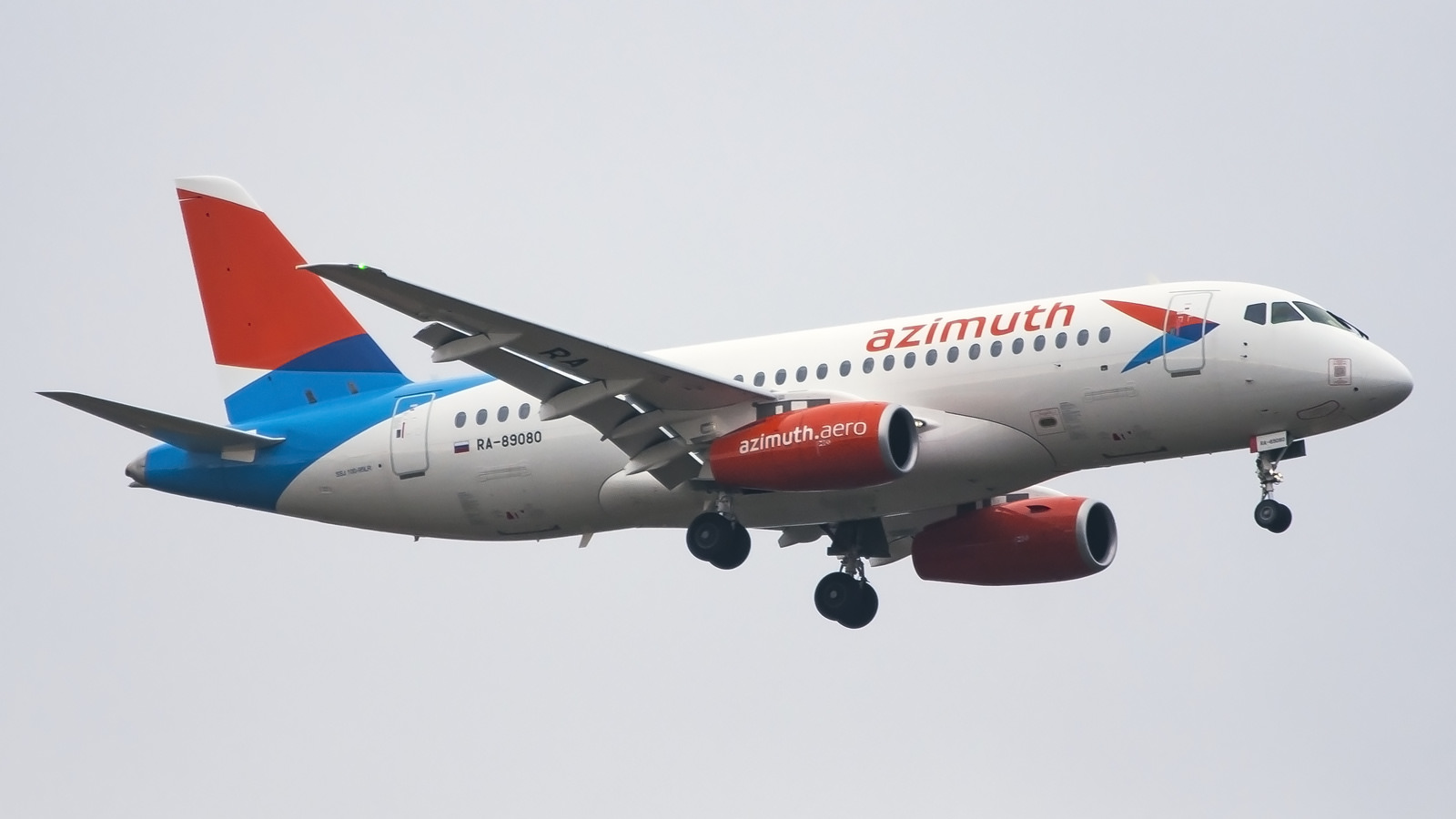
Azimut Sukhoi Superjet 100

## Histoire
En 2016, la fusion de Donavia et Rossiya Airlines provoque la perte de la principale compagnie aérienne de Rostov-sur-le--Don même si Rossiya a poursuivi les vols précédemment assurés par Donavia. À l'occasion de la Coupe du Monde de la FIFA 2018 en Russie, la ville de Rostov-sur-le-Don a été sélectionnée comme l'une des villes hôtes de la compétition, et cette nomination nécessite l'existence d'une autre compagnie aérienne capable de fournir des vols de qualité pour relier les villes du sud de la Russie et de la Russie centrale. Azimuth est alors créée et s'enregistre en tant qu'entité juridique dans la ville de Krasnodar, mais s'est réenregistrée à Rostov-sur-le-Don en février 2017, les actionnaires étant copropriétaires de l' aéroport international de Vnukovo Vitaly Vantsev, Pavel Udod et Pavel Yekzhanov,.
En mars 2017, la compagnie passe une commande portant sur quatre jets régionaux de type Sukhoï Superjet 100 (SSJ100). Un autre contrat a été signé pour la livraison de quatre autres SSJ100. La livraison débute en juillet 2017, la compagnie aérienne recevant son premier avion le 7 juillet par l'intermédiaire de la compagnie State Transport Leasing Company (GTLK). La compagnie aérienne prévoit de porter sa flotte à un total de 16 appareils. Le 18 août 2017, la compagnie aérienne reçoit son certificat d'exploitant aérien (AOC) l'autorisant à commencer ses opérations,,. Les destinations intérieures vers Kaliningrad, Tcheliabinsk, Volgograd, Astrakhan, Surgut et Gelendzhik, ainsi que les vols internationaux vers Erevan, Prague, Francfort, Istanbul et Tel Aviv feront leur entrée dans le réseau de routes d'Azimuth d'ici 2021. Le 7 décembre 2017, Azimuth transfère sa base et donc les vols de l'aéroport de Rostov-sur-le-Don vers l'aéroport international de Platov,.
Azimuth lance officiellement ses vols internationaux le 29 septembre 2018 avec des vols hebdomadaires vers Bichkek. Deux jours plus tard, la compagnie effectue son premier vol vers Erevan, commençant un programme offrant désormais trois services par semaine. Il est également décidé que la compagnie aérienne, qui a obtenu son certificat de transporteur aérien (AOC) en août 2017, puisse effectuer directement des vols internationaux sans assurer deux années de vols intérieurs nécessaires auparavant. Cela est dû au fait que l'exigence ne s'applique pas aux pays de l'Union économique eurasienne (UEE), dont l'Arménie et le Kirghizistan font partie.
En décembre 2019, après plus de deux années d'opérations qui sont un succès, Azimuth débute ses premiers vols internationaux en dehors de la CEI, opérant ainsi des vols vers Tel Aviv dès le 1er décembre et vers Munich le 22 décembre,. Le même mois, Azimuth atteint son seuil de rentabilité opérationnel, citant comme facteurs principaux du succès les subventions gouvernementales et la fiabilité élevée des expéditions.
En 2020, Azimuth débute des vols réguliers vers la Crimée.

## Affaires et identité d'entreprise
Le siège social de la compagnie Azimuth se situe dans la ville de Rostov-sur-le-Don, dans l'oblast de Rostov. Les actionnaires de la compagnie sont composés de Vitaliy Vantsev (ru), qui possède l' aéroport international de Vnukovo et de Pavel Udod, qui est l'ancien propriétaire de la compagnie Yakutia Airlines. Le poste de PDG d'Azimuth est occupé depuis avril 2017 par Pavel Yekzhanov. 
Concernant l'identité de la compagnie, le logo et la livrée d'Azimuth ont été conçus par la société russe Asgard Branding, qui est basée à Saint-Pétersbourg. Selon elle, le logo symbolise le soleil, la mer, le ciel et l'hospitalité méridionale.

## Destinations
En décembre 2019, Azimuth Airlines assure des vols intérieurs et internationaux vers 30 destinations différentes.

## Flotte
La flotte Azimuth est uniquement composée d'appareils Sukhoi Superjet 100.
Azimuth prévoit d'ajouter à sa flotte l'Airbus A220-300 avec une capacité maximale de 149 passagers.

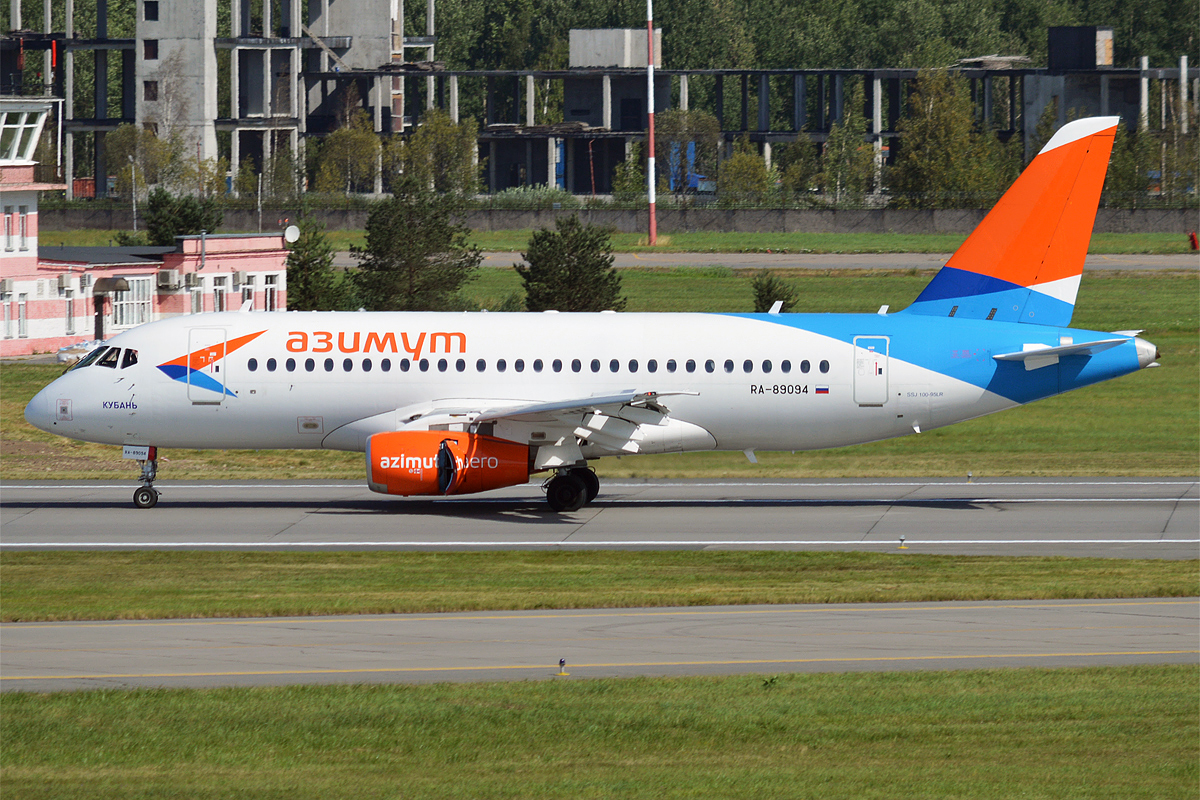
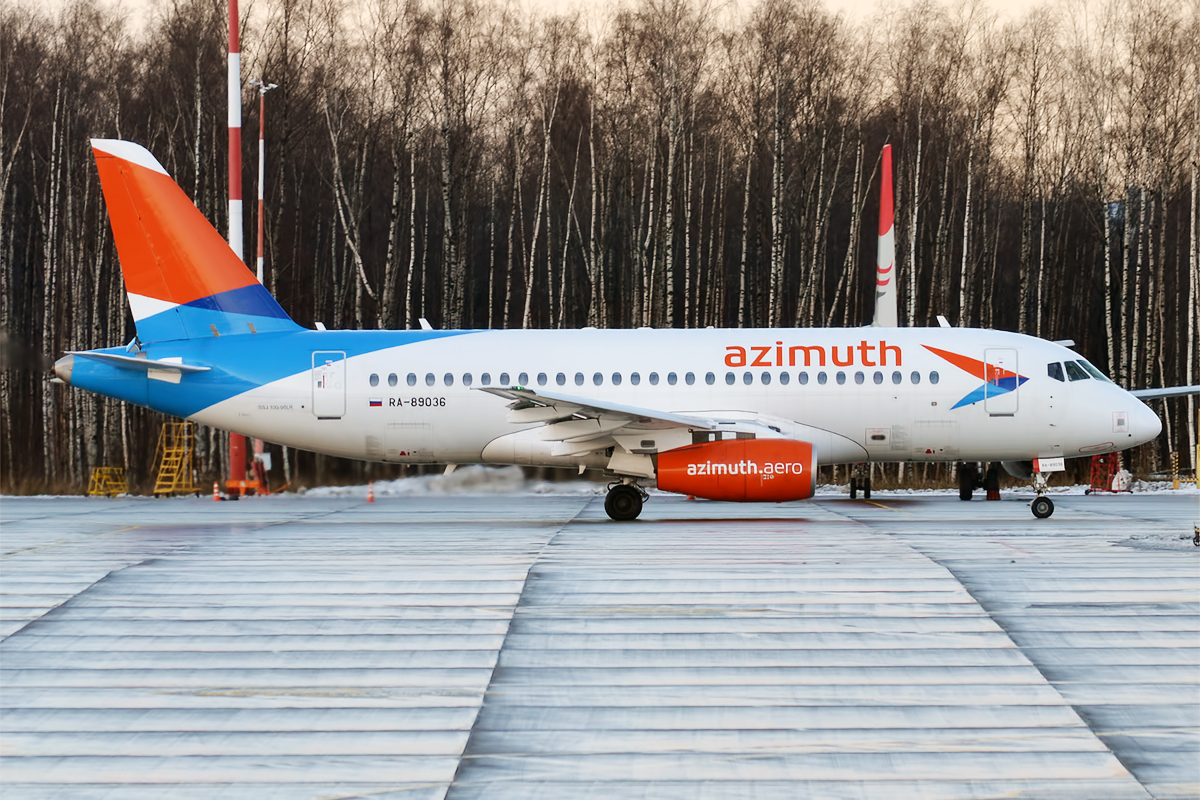
Azimuth, RA-89036, Sukhoi Superjet 100-95LR
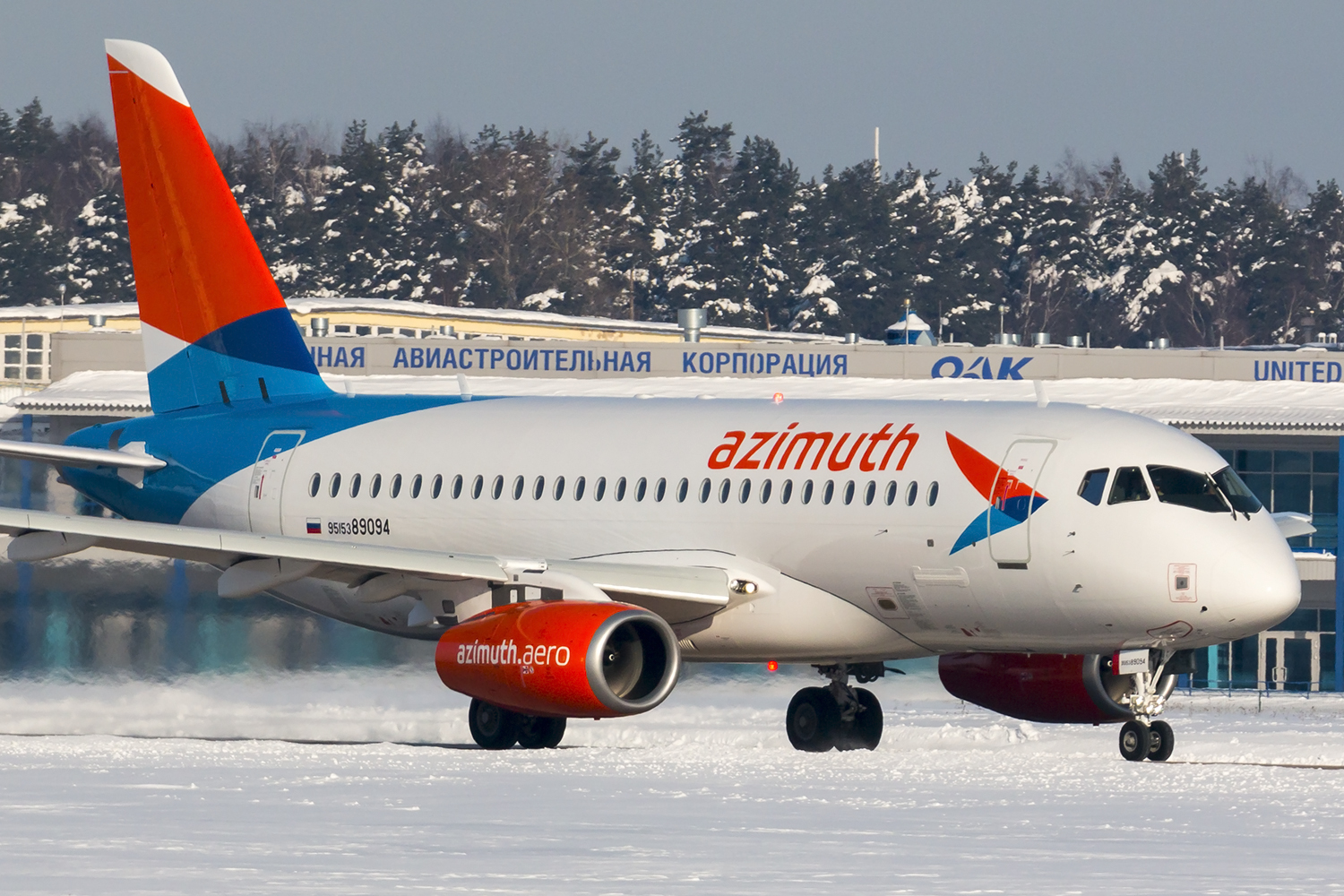
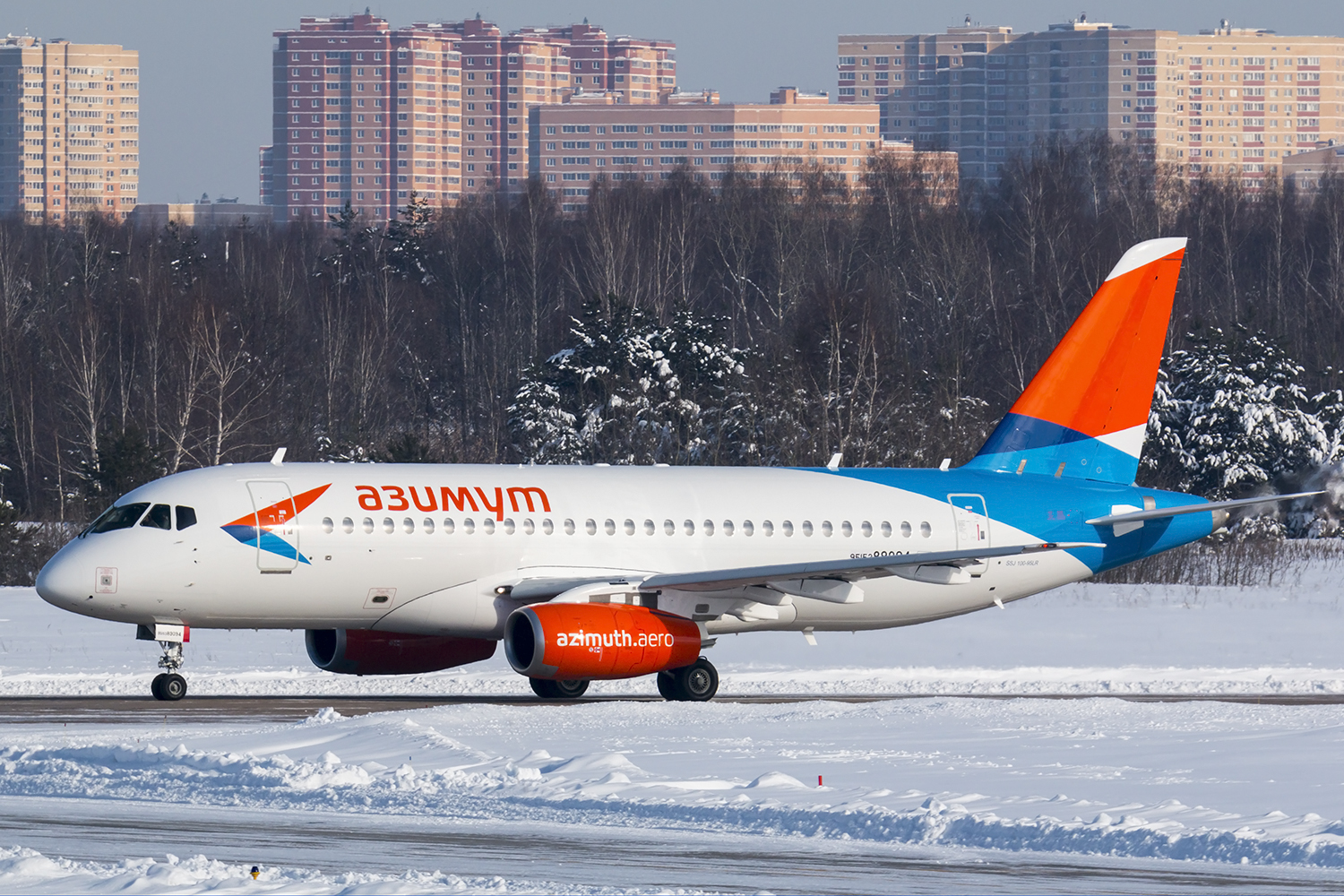
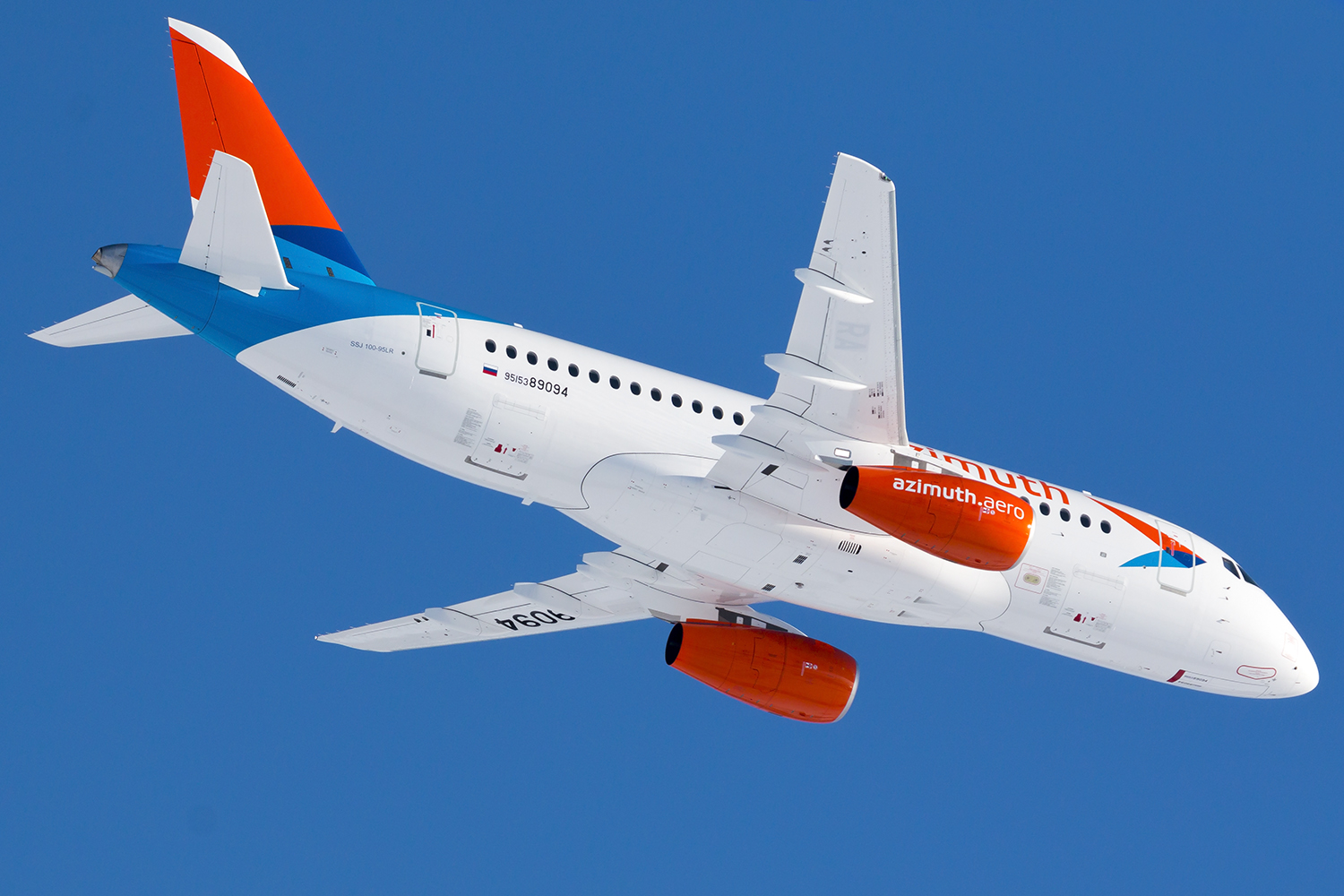
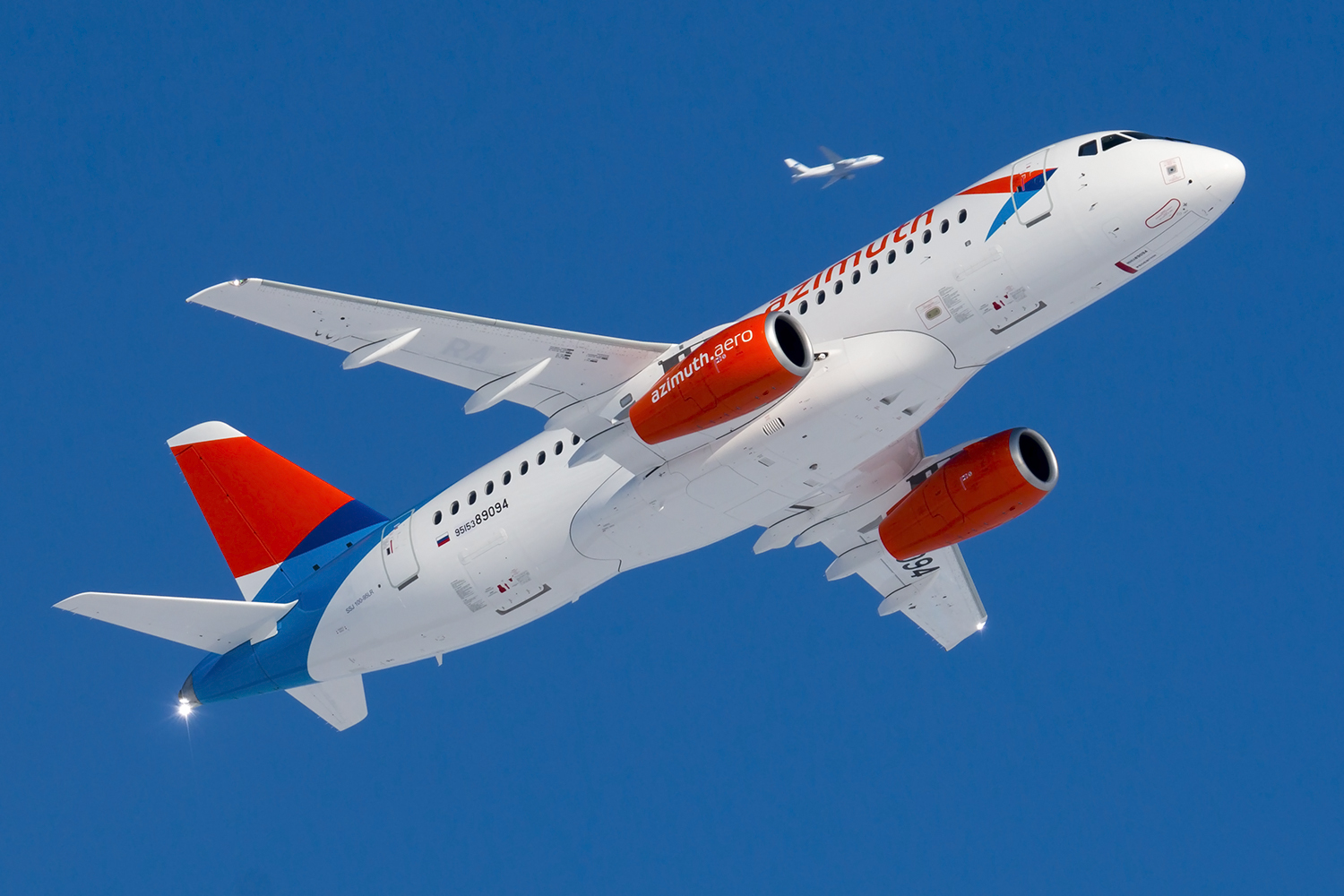